# Menino da Tábua
Antônio Marcelino (Cândido Mota, 1900 – Maracaí, 31 de agosto de 1945), conhecido como o Menino da Tábua, é uma personalidade religiosa de devoção popular brasileira, cultuada informalmente pela realização de supostos milagres.

## Biografia
Marcelino, segundo os relatos, foi um bebê prematuro, tendo nascido de sete meses.
Vítima de uma doença que o impedia de andar e restringia seu crescimento, passou a maior parte da sua vida deitado sobre uma tábua de lavar roupa. Para se alimentar consumia apenas leite e água, não gostava de usar roupas e não deixava que forrassem sua tábua. Também se diz que nunca saía de casa e jamais viu a luz do sol.
Morreu no ano de 1945 e foi enterrado junto com sua tábua.

## Devoção popular
Logo depois da morte de Marcelino, seu túmulo se tornou o destino de romeiros, que vinham pedir sua ajuda. Uma capela foi construída ao lado para abrigar devotos e agradecimentos pelos milagres a ele atribuídos. Foi instituída uma festa anual em sua homenagem.
Em 2011 a comemoração atraiu milhares de fieis. No mesmo ano, o deputado estadual Mauro Bragato (PSDB) apresentou projeto de lei declarando a cidade de Maracaí uma Estância Turística Religiosa e inclui a festa no calendário turístico de São Paulo.
Embora tenha morrido aos 45 anos de idade, a imagem venerada pelos romeiros é a de uma criança.

## Música
Parte da popularidade alcançada pelo culto se deve às canções gravadas pela dupla sertaneja Pardinho & Pardal.
Em 1978, eles gravaram Menino de Tábua. O sucesso levou à continuação Os milagres do Menino da Tábua, em 1979, com a participação de Tião Carreiro e Paraíso. A trilogia se encerrou em 1980, com Capela do Menino de Tábua.